# Curt Miehe
Curt Miehe (* 17. August 1903 in Dessau; † 6. Juli 1965 in Hannover) war ein deutscher Jurist und Politiker (SPD).

## Leben und Beruf
Miehe wurde als Sohn eines Postbeamten geboren. Nach dem Besuch der Oberrealschule in Dessau nahm er ein Studium der Rechtswissenschaften an den Universitäten in Leipzig und Berlin auf, das er 1926 mit dem ersten und 1930 mit dem zweiten juristischen Staatsexamen sowie 1927 mit der Promotion zum Dr. jur. beendete. Anschließend war er als Rechtsanwalt und Notar in Dessau tätig.
Am 22. Dezember 1939 beantragte Miehe die Aufnahme in die NSDAP und wurde zum 1. Januar 1941 aufgenommen (Mitgliedsnummer 7.991.434). Bereits seit 1936 war er Mitglied des NSKK und dort seit 1940 Rottenführer.
Miehe siedelte 1951 aus politischen Gründen nach Westdeutschland über, ließ sich in Niedersachsen nieder und arbeitete als Verwaltungsjurist in Braunschweig. Er war seit 1952 Verwaltungsgerichtsrat, wurde 1953 zum Verwaltungsgerichtsdirektor ernannt und fungierte von 1954 bis 1956 als Ministerialrat bzw. Ministerialdirigent in der niedersächsischen Staatskanzlei. Von 1956 bis 1958 war er Präsident des Braunschweiger Verwaltungsgerichtes.

## Politik
Miehe war 1958/59 kommissarischer Regierungspräsident in Stade. Er trat 1959 in die SPD ein und war von 1959 bis 1964 als Staatssekretär Leiter der Staatskanzlei des Landes Niedersachsen. Vom 24. Juni 1964 bis zu seinem Tode amtierte er als Minister für Bundesangelegenheiten, Vertriebene und Flüchtlinge in der von Ministerpräsident Georg Diederichs geführten Landesregierung. Zu seiner Nachfolgerin im Amt wurde Maria Meyer-Sevenich bestimmt.

## Schriften
- Die Rechtsstellung der Notstandsarbeiter unter Berücksichtigung der Neuerungen des Gesetzes vom 16. Juli 1927 über Arbeitsvermittlung und Arbeitslosenversicherung, Kohlhammer, Stuttgart 1927, zugleich Dissertation Universität Leipzig